# Saison 1915-1916 des Canadiens de Montréal
Autres saisons
Saison précédente Saison suivante
La saison 1915-1916 de hockey sur glace est la septième saison que jouent les Canadiens de Montréal. Ils évoluent alors dans l'Association nationale de hockey et finissent à la première place du classement.

## Saison régulière

### Classement
|                       | PJ | V  | D  | N | BP  | BC  |
| --------------------- | -- | -- | -- | - | --- | --- |
| Canadiens de Montréal | 24 | 16 | 7  | 1 | 104 | 76  |
| Sénateurs d'Ottawa    | 24 | 13 | 11 | 0 | 78  | 72  |
| Bulldogs de Québec    | 24 | 10 | 12 | 2 | 91  | 98  |
| Wanderers de Montréal | 24 | 10 | 14 | 0 | 90  | 116 |
| Blueshirts de Toronto | 24 | 9  | 14 | 1 | 97  | 98  |

### Match après match

#### Décembre
| No | Date        | Visiteur              | Score | Domicile              | Fiche |
| -- | ----------- | --------------------- | ----- | --------------------- | ----- |
| 1  | 18 décembre | Les Canadiens         | 2 - 1 | Blueshirts de Toronto | 1-0-0 |
| 2  | 22 décembre | Wanderers de Montréal | 3 - 2 | Les Canadiens         | 1-1-0 |
| 3  | 29 décembre | Les Canadiens         | 2 - 5 | Bulldogs de Québec    | 1-2-0 |

#### Janvier
| No | Date        | Visiteur              | Score | Domicile              | Fiche |
| -- | ----------- | --------------------- | ----- | --------------------- | ----- |
| 4  | 1er janvier | Les Canadiens         | 4 - 2 | Sénateurs d'Ottawa    | 2-2-0 |
| 5  | 5 janvier   | Blueshirts de Toronto | 1 - 6 | Les Canadiens         | 3-2-0 |
| 6  | 8 janvier   | Les Canadiens         | 3 - 5 | Wanderers de Montréal | 3-3-0 |
| 7  | 12 janvier  | Bulldogs de Québec    | 3 - 5 | Les Canadiens         | 4-3-0 |
| 8  | 15 janvier  | Sénateurs d'Ottawa    | 5 - 2 | Les Canadiens         | 4-4-0 |
| 9  | 20 janvier  | Les Canadiens         | 2 - 2 | Bulldogs de Québec    | 4-4-1 |
| 10 | 23 janvier  | Les Canadiens         | 1 - 3 | Blueshirts de Toronto | 4-5-1 |
| 11 | 26 janvier  | Wanderers de Montréal | 4 - 5 | Les Canadiens         | 5-5-1 |

#### Février
| No | Date       | Visiteur              | Score  | Domicile           | Fiche  |
| -- | ---------- | --------------------- | ------ | ------------------ | ------ |
| 12 | 2 février  | Wanderers de Montréal | 9 - 5  | Les Canadiens      | 5-6-1  |
| 13 | 6 février  | Blueshirts de Toronto | 5 - 10 | Les Canadiens      | 6-6-1  |
| 14 | 9 février  | Sénateurs d'Ottawa    | 2 - 3  | Les Canadiens      | 7-6-1  |
| 15 | 12 février | Les Canadiens         | 3 - 1  | Sénateurs d'Ottawa | 8-6-1  |
| 16 | 16 février | Bulldogs de Québec    | 3 - 4  | Les Canadiens      | 9-6-1  |
| 17 | 19 février | Wanderers de Montréal | 3 - 1  | Les Canadiens      | 9-7-1  |
| 18 | 23 février | Les Canadiens         | 3 - 2  | Bulldogs de Québec | 10-7-1 |
| 19 | 26 février | Bulldogs de Québec    | 3 - 4  | Les Canadiens      | 11-7-1 |

#### Mars
| No | Date     | Visiteur              | Score  | Domicile              | Pts    |
| -- | -------- | --------------------- | ------ | --------------------- | ------ |
| 20 | 1er mars | Blueshirts de Toronto | 3 - 7  | Les Canadiens         | 12-7-1 |
| 21 | 4 mars   | Les Canadiens         | 15 - 5 | Wanderers de Montréal | 13-7-1 |
| 22 | 11 mars  | Sénateurs d'Ottawa    | 1 - 4  | Les Canadiens         | 14-7-1 |
| 23 | 12 mars  | Les Canadiens         | 5 - 1  | Sénateurs d'Ottawa    | 15-7-1 |
| 24 | 16 mars  | Les Canadiens         | 6 - 4  | Blueshirts de Toronto | 16-7-1 |

## Effectif
- Président : U. P. Boucher
- Directeur Général/Trésorier : George Kennedy
- Entraîneur : Newsy Lalonde
- Gardien de but : Georges Vézina
- Centres : Newsy Lalonde, Didier Pitre, Skene Ronan
- Ailier : Amos Arbour, Louis Berlinguette, Jack Fournier, Jack Laviolette, Georges Poulin
- Défenseur : Bert Corbeau, Howard McNamara (capitaine), Goldie Prodgers